# USCGC Glacier (WAGB-4)
USCGC Glacier (WAGB-4) byl ledoborec Pobřežní stráže Spojených států amerických, jediná jednotka své třídy, působící ve službě v letech 1966–1987. Původně v letech 1955–1966 sloužil u Námořnictva Spojených států amerických jako USS Glacier (AGB-4).

## Historie

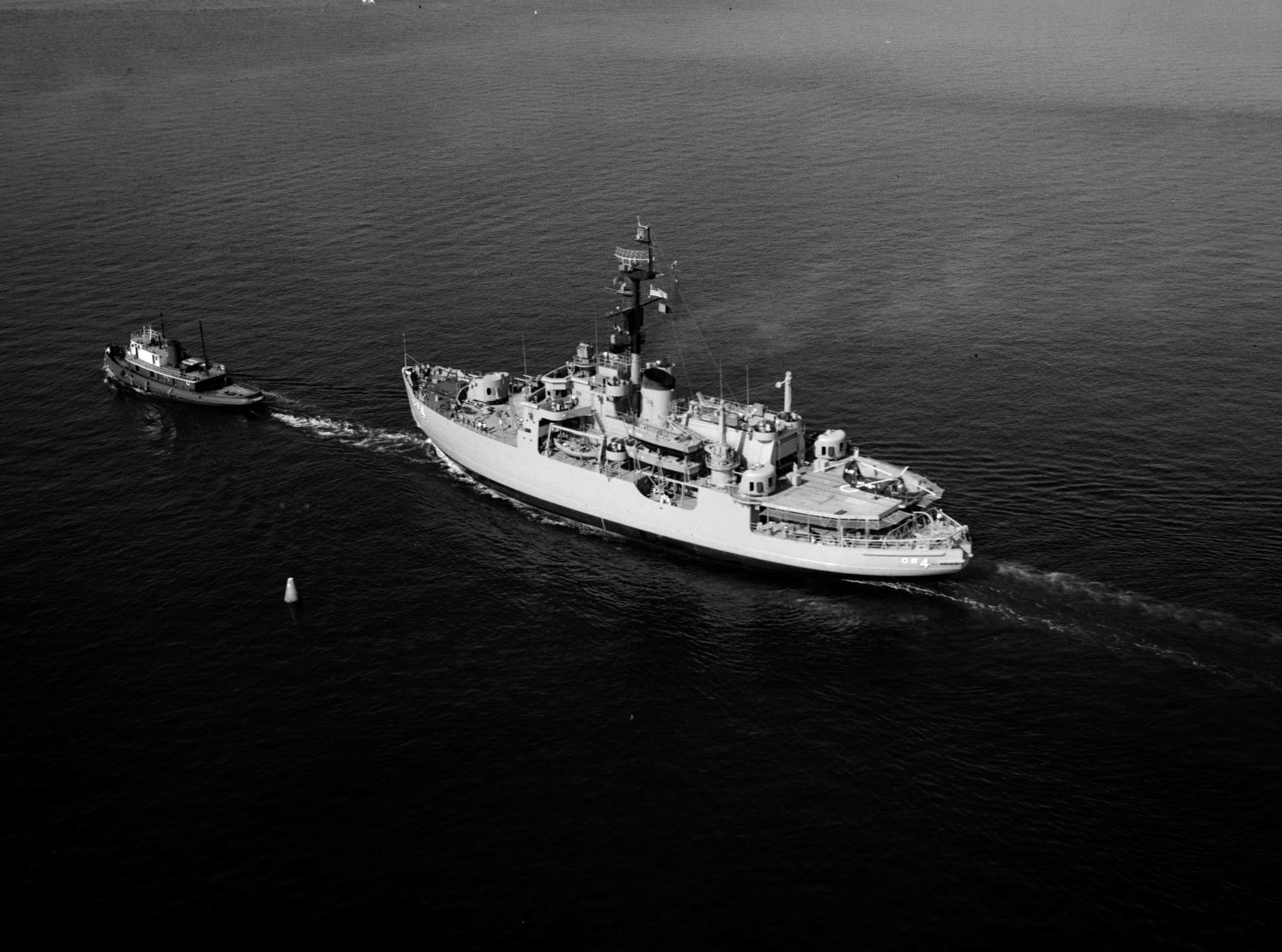
USS Glacier (AGB-4)

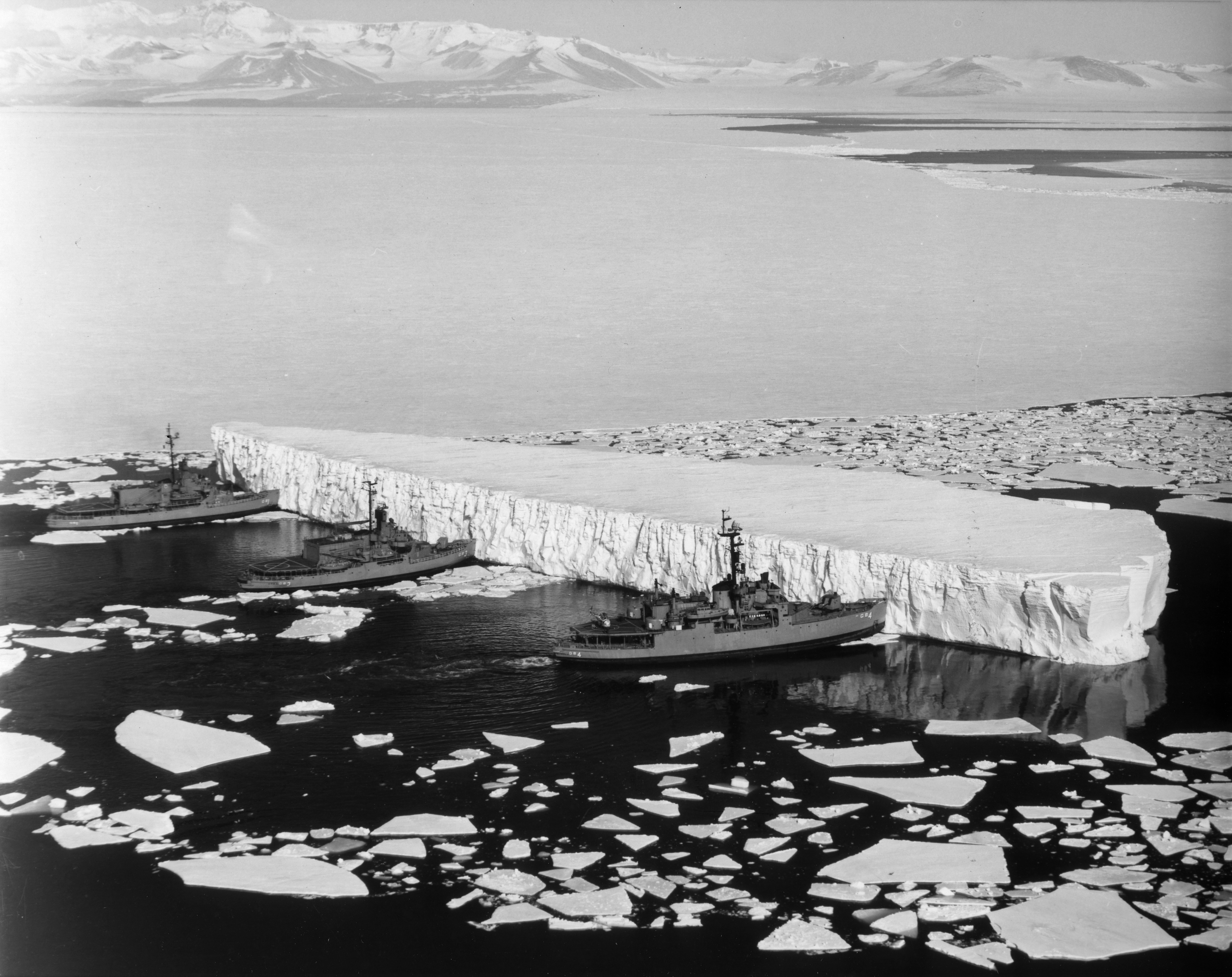
USCGC Burton Island (WAGB-283), USS Atka (AGB-3) a USS Glacier (AGB-4)

Pojmenován byl podle zálivu Glacier Bay na Aljašce. Jeho stavba byla zahájena 3. srpna 1953 v loděnici Ingalls Shipbuilding v Pascagoule ve státě Mississippi. Na vodu byl spuštěn 27. srpna 1954, do služby u amerického námořnictva byl zařazen 27. května 1955. V následujících letech se podílel především na operacích v Antarktidě, jeho domovským přístavem byl Boston. Dne 30. června 1966 byl předán americké pobřežní stráži, u které působil dalších 21 let (domovský přístav Long Beach). Během nich se účastnil dalších misí v Antarktidě i Arktidě. Větší výzbroj z dob působení u US Navy byla demontována ve druhé polovině 60. let, na začátku 80. let prodělala loď několik úprav. USCGC Glacier byl vyřazen ze služby 7. července 1987. Zůstal odstaven a nakonec byl v roce 2012 odprodán do šrotu.